# Papaver argemone
La amapola macho (Papaver argemone) es una especie perteneciente a la familia de las papaveráceas.

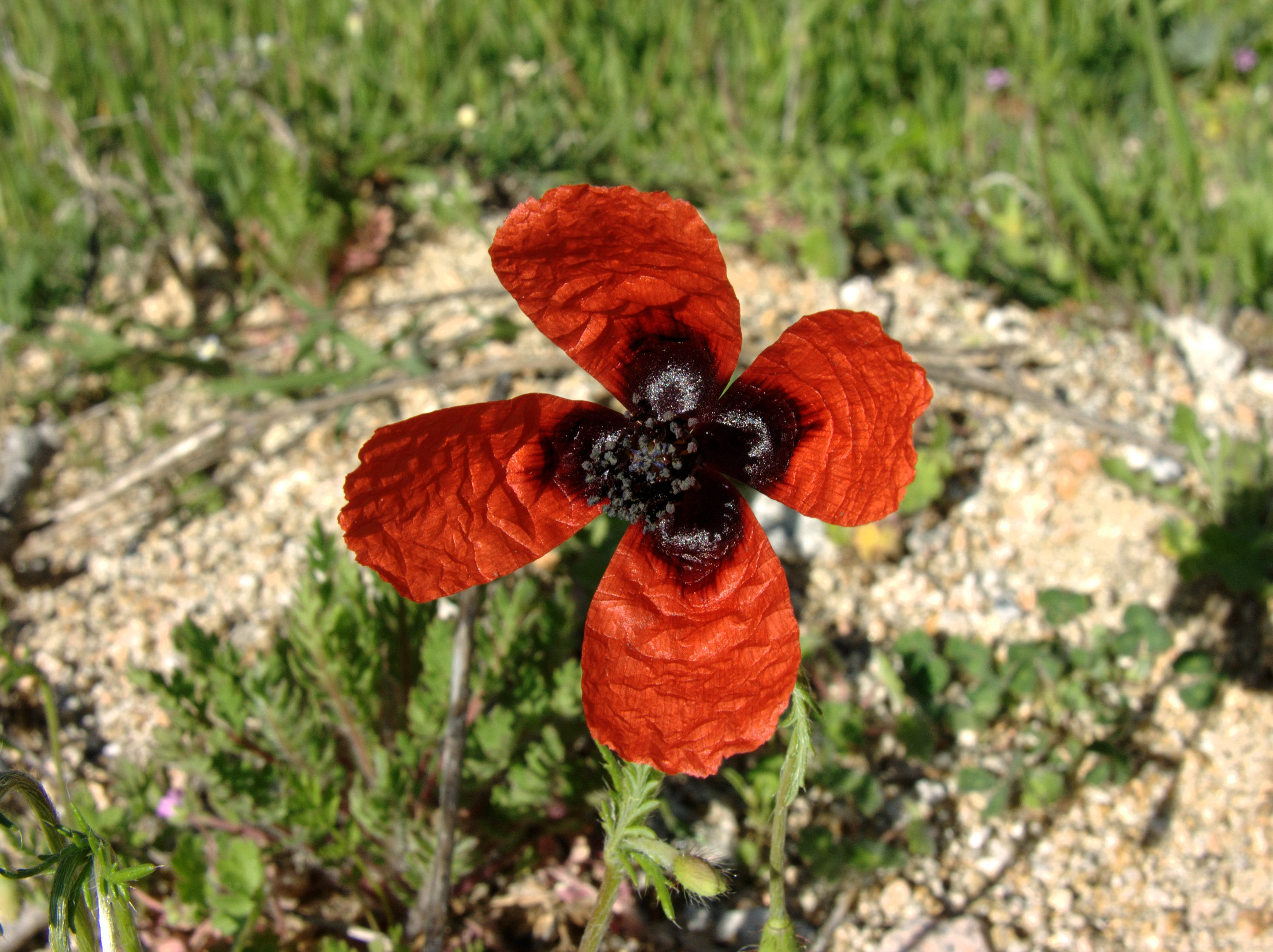
Detalle de la flor

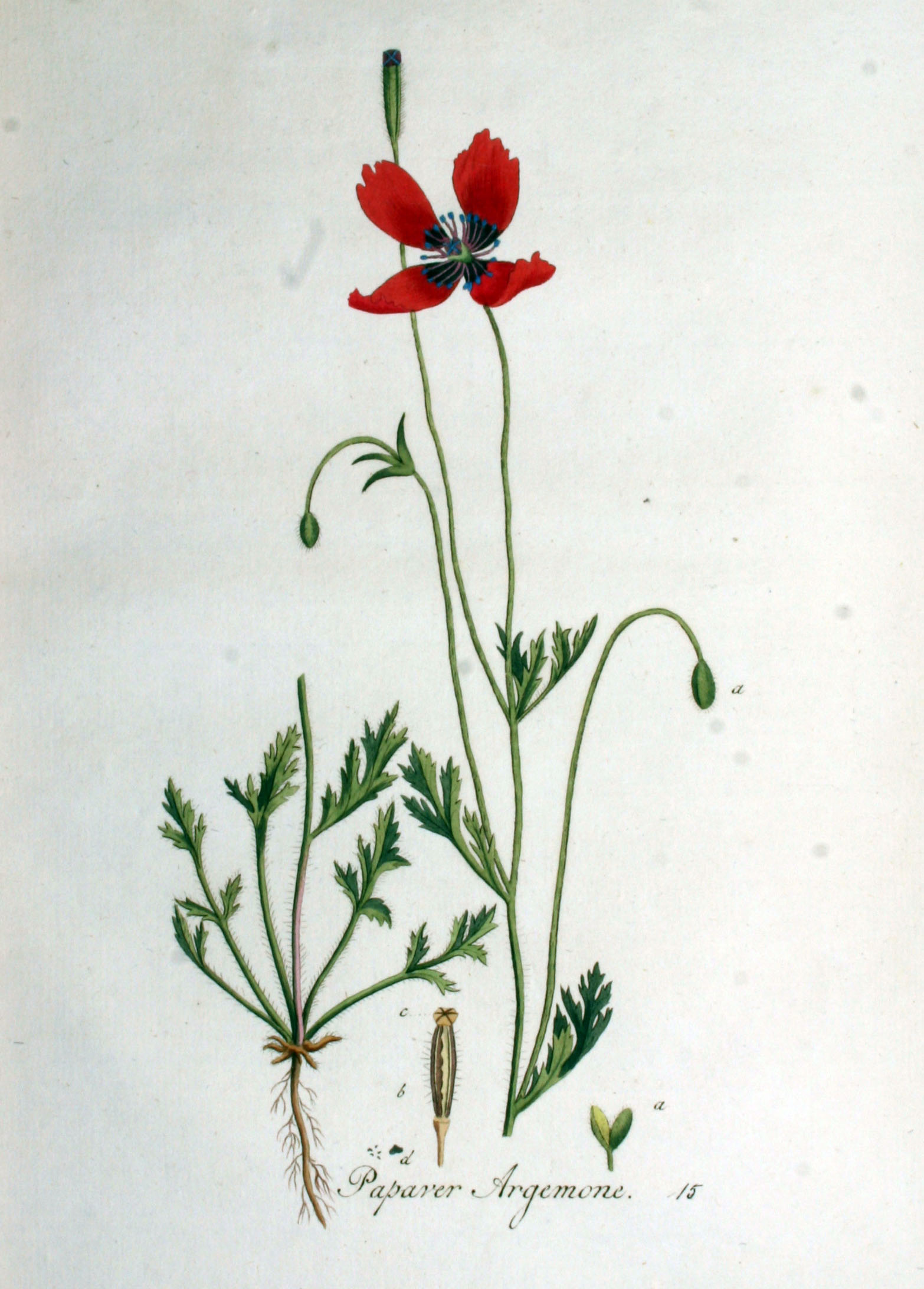
Ilustración de Flora Batava

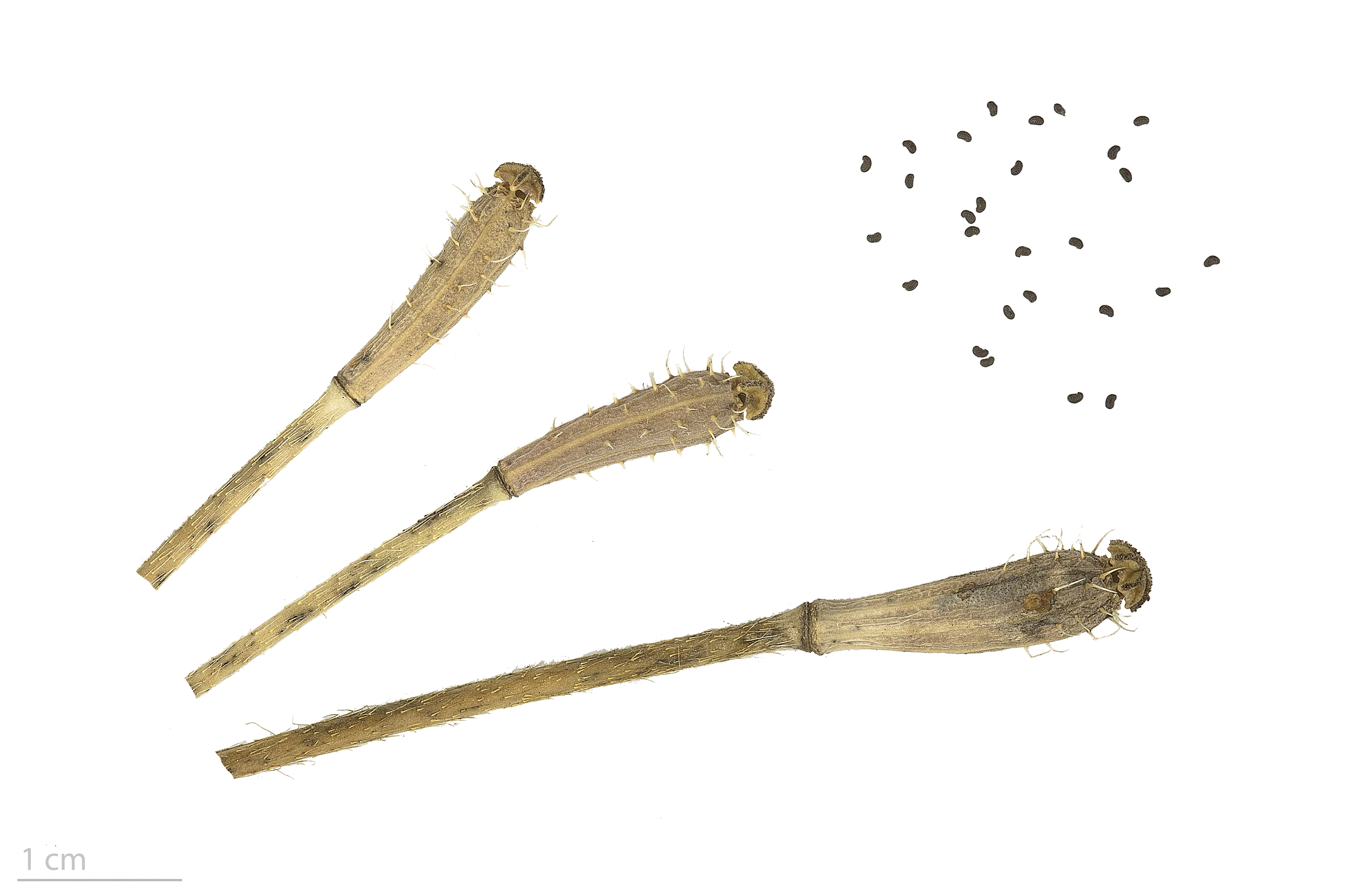
Papaver argemone - MHNT

## Descripción
Se distingue fácilmente de otras amapolas, por su fruto con nervaduras, oblongo-cilíndrico, de hasta 2 cm, cubierto de duros pelos erectos. Flores con pétalos rojos obovados a veces con manchas oscuras en su base; filamentos  de estambres de color violeta y anteras azuladas. Hojas muy divididas en estrechos segmentos; tallos cubiertos de pelos erizados. Es planta anual de hasta 40 cm. Florece en primavera y verano.

## Hábitat
Habita en campos de cultivo, barbechos y zonas arenosas.

## Distribución
Por casi toda Europa.

## Taxonomía
Papaver argemone  fue descrita por Carlos Linneo y publicado en Species Plantarum 1: 506–507. 1753.
Citología
Número de cromosomas de Papaver argemone (Fam. Papaveraceae) y táxones infraespecíficos: 2n=42
Etimología
Ver: Papaver
argemone: epíteto griego de argemos que significa "una mancha blanca (catarata) en el ojo", lo que supone que esta planta fue una vez utilizada para curar.
Sinonimia
- Cerastites macrocephala Gray
- Papaver arvense Borkh.
- Papaver clavigerum Lam.
- Papaver maritimum With.
- Papaver micranthum Boreau
- Roemeria argemone (L.) C.Morales, R.Mend. & Romero García

subsp. nigrotinctum (Fedde) Kadereit
- Papaver nigrotinctum Fedde	[4]
- Papaver clavatum Gilib.[5]

## Nombres comunes
- Castellano: amapola, amapola erizada, amapola macho, amapola peluda, argemone, papola peluda.[5]